# Parafia św. Stanisława Kostki w Bristol
Parafia św. Stanisława Kostki w Bristol (ang. St. Stanislaus Kostka Parish) – parafia rzymskokatolicka położona w Bristol w stanie Connecticut w Stanach Zjednoczonych.
Jest ona jedną z wielu etnicznych polonijnych parafii rzymskokatolickich w Nowej Anglii z mszą św. w j. polskim dla polskich imigrantów.
Ustanowiona w 1919 roku. Nazwa parafii jest związana z patronem św. Stanisławem  ze Szczepanowa.

## Historia
21 kwietnia 1919 biskup John Joseph Nilan mianował ks. George Bartlewskiego założycielem parafii św. Stanisława.
Budowę piwnicy kościoła biskup John Joseph Nilan pobłogosławił 26 września 1920.

Biskup pomocniczy John G. Murray poświęcił piwnicę kościoła 30 maja 1921.
W 1954 roku kościół został zburzony i nabożeństwa tymczasowo przeniesiono do sali szkolnej. Nowy neogotycki gmach z cegły wzrósł na miejscu pierwotnego kościoła i został poświęcony  20 maja 1956.